# Flor Meléndez
Flor Meléndez Montañez (Cidra, Puerto Rico, 12 de enero de 1947) es un exjugador y entrenador de baloncesto puertorriqueño.
De extensa trayectoria y títulos en el baloncesto latinoamericano, el puertorriqueño trabajó tanto en su país natal, como en Argentina, Panamá, Venezuela y Brasil. Además, dirigió al TDK Manresa en España.

## Carrera

### Entrenador
Como técnico, fue medalla de plata con la selección de Puerto Rico en los Juegos Panamericanos de 1979. En 1980 ganó con el combinado boricua el Preolímpico de aquel año, clasificando a Puerto Rico a los JJ. OO. de Moscú. Luego de aquello, partió rumbo a la Argentina para dirigir a Obras Sanitarias de Argentina, club con el que en 1983 se adjudicó la Copa Intercontinental de la FIBA. 
Años más tarde, luego de volver a trabajar en Puerto Rico y de dirigir en algunos clubes argentinos, se hizo cargo de la Selección Argentina para el Mundial de 1986, donde derrotó a EE. UU. y clasificó a la segunda fase. Al año siguiente, se consagró campeón con los albicelestes en el Sudamericano de Mayores de 1987, disputado en Paraguay.
Fue campeón en Puerto Rico con Atlético San Germán (1985) y con Vaqueros (1995-96), además de ganar la Liga Nacional de Brasil con el Vasco da Gama y el Corinthians. En 1999 fue campeón de la Liga Sudamericana con Vasco da Gama, y 10 años más tarde se proclamó campeón en la Liga Profesional de Baloncesto de Venezuela con el equipo de Marinos de Anzoátegui.

### Equipos

#### Jugador
- Santos de San Juan (1965-1971)
- Gigantes de Carolina (1972-1977)

#### Entrenador
- Puerto Rico (1978)
- Gigantes de Carolina (1978-1979)
- Puerto Rico (1978-1983)
- Vaqueros de Bayamón  (1981-1982)
- Obras Sanitarias (1982-1984)
- Atléticos de San Germán (1985)
- Unión de Santa Fe (1985-1986)[1]
- Argentina (1986-1987)
- TDK Manresa
- Panamá
- Vaqueros de Bayamón
- Leones de Ponce
- SC Corinthians (1996)
- Independiente de General Pico (1996-1998)[2]
- Vasco Da Gama (1999)[3]
- Marinos de Anzoátegui (2009)
- Libertad de Sunchales (2010-2011)
- Puerto Rico (2011-2013)
- Vaqueros de Bayamón (2012-2014)
- Caciques de Humacao (2015-2016)
- Gallitos de Isabela (2017)
- Indios de Mayagüez (2019)
- Caciques de Humacao (2020-2021)
- Panamá (2021-2023)
- Caballos de Coclé (2021-2023)

[actualizar]